# 薩波國家公園
薩波國家公園是西非國家利比里亞的國家公園，位於該國南部錫諾縣，毗鄰格林維爾，佔地1,804平方公里，成立於1983年，是該國唯一的國家公園，每年平均降雨量2,596毫米，野生動物包括125種哺乳類動物和590種鳥類。